# مانوليس ساليكاس
مانوليس ساليكاس (باليونانية: Μανώλης Σάλιακας) (12 سبتمبر 1996 بكاندية في اليونان - ) هو لاعب كرة قدم يوناني في مركز الدفاع. شارك مع منتخب اليونان تحت 17 سنة لكرة القدم ومنتخب اليونان تحت 19 سنة لكرة القدم ومنتخب اليونان تحت 21 سنة لكرة القدم. أما مع النوادي، فقد لعب مع نادي أولمبياكوس.

## وصلات خارجية
- مانوليس ساليكاس على موقع الاتحاد الأوربي (الإنجليزية)
- مانوليس ساليكاس على موقع قاعدة بيانات كرة القدم.إي يو (الإنجليزية)
- مانوليس ساليكاس على موقع ناشيونال فوتبول تيمز (الإنجليزية)
- مانوليس ساليكاس على موقع Soccerway.com (الإنجليزية)
- مانوليس ساليكاس على موقع عالم كرة القدم.نت (الإنجليزية)
- مانوليس ساليكاس على موقع AS.com (الإسبانية)